# Ueda Kenkicsi
Ueda Kenkicsi (植田謙吉; Hepburn: Kenkichi Ueda) (Oszaka prefektúra, 1875. március 8. – 1962. szeptember 11.) a Japán Császári Hadsereg tábornoka a második kínai–japán háborúban, és a Kvantung-hadsereg egységeit irányította a vesztes szovjet–japán határkonfliktusok idején. A Halhin-goli vereség után leszerelt és visszavonultan élt.

## Élete

### Fiatalkora
1875. március 8-án született az Oszaka prefektúrában. 1898-ban elvégezte a Japán Császári Katonai Akadémiát és 1908-ban teljesítette a japán Vezérkari Akadémiát is. Ez után nem sokkal századossá léptették elő. A 18. hadosztály 9. lovasdandárjához került, később áthelyezték a 16. hadosztályhoz. az 1918-as szibériai intervenció idején a Szibériai Expedíciós Hadsereg vezérkari tisztje volt. 1919-ben előléptették ezredessé. 1923-ban kinevezték egy ezred élére, majd 1924-ben élőléptették vezérőrnaggyá és a 3. lovasdandár parancsnoka lett.

### Kínában
1928-ban altábornagyi előléptetést kapott, és a következő évben a  japán Kínai Helyőrségi Hadsereg parancsnoka lett, amely pozícióját 1930-ig töltötte be. Ezután a 9. hadosztály parancsnokaként tevékenykedett, és egységének nagy szerepe volt Mandzsúria megszállásában.
1932. április 29-én Sanghajban egy koreai merénylő bombája miatt elvesztette egyik lábát. Ő azonban szerencsésnek mondhatta magát, hiszen felettese, Sirakava Josinori életét vesztette a robbanásban. Ezek után Ueda visszatért Japánba, ahol a hadsereg vezérkarában tevékenykedett, és 1933–1934 között a vezérkari főnök helyettese volt. 1934-ben kinevezték a Koreai Hadsereg vezetőjévé. 1935-ben már tábornokként Mandzsukuóba, a japán bábállamba küldték, ahol a Kvantung-hadsereg tisztje lett. 1936 és 1939 között pedig ő volt a hadsereg főparancsnoka. Ezzel egyidejűleg a mandzsukuói nagykövet pozícióját is ő töltötte be.

### Harc a Szovjetunió ellen
Mint az északi csapás politikájának elkötelezett híve, a Szovjetuniót és a kommunizmust tekintette a Japán Birodalom legfőbb ellenségének, és az ország jövőjét Szibéria gazdag ásványkincseinek megszerzésében látta. Szorgalmazta a kommunizmus elleni fegyveres fellépést, így egy határincidens kapcsán hatalmas japán erőket mozgósított Mandzsukuo határvidékére. Kezdetét vette a Halhin-goli csata, amelyben a japán csapatok megsemmisítő vereséget szenvedtek.

### Karrierjének vége
A vereség ellenére Ueda nem tett le a Szovjetunió elleni fegyveres fellépésről, valamint tisztjeit is bátorította arra, hogy így gondolkodjanak. 1939 végén ezért hazahívták Japánba és leszerelték. Ezután visszavonultan élt otthonában egészen 1962. szeptember 11-én bekövetkező haláláig.